# Kemetgebirge
Kemetgebirge är en bergskedja i Österrike.   Den ligger i förbundslandet Steiermark, i den centrala delen av landet, 210 km väster om huvudstaden Wien.
I omgivningarna runt Kemetgebirge växer i huvudsak blandskog. Runt Kemetgebirge är det ganska glesbefolkat, med 25 invånare per kvadratkilometer.